# Frank Rohde
Frank Rohde (* 2. března 1960, Rostock) je bývalý německý fotbalista, obránce, reprezentant východního Německa.

## Fotbalová kariéra
Ve východoněmecké oberlize hrál za Berliner FC Dynamo. Nastoupil ve 200 ligových utkáních a dal 10 gólů. S Berliner FC Dynamo získal devětkrát mistrovský titul a dvakrát vyhrál východoněmecký fotbalový pohár. Po sjednocení Německa hrál v Bundeslize za Hamburger SV, nastoupil ve 103 ligových utkáních dal 7 gólů. Kariéru končil ve 2. Bundeslize v týmu Hertha BSC, nastoupil ve 48 utkáních a dal 3 góly. V Poháru mistrů evropských zemí nastoupil ve 21 utkáních, v Poháru vítězů pohárů nastoupil ve 3 utkáních a v Poháru UEFA nastoupil v 6 utkáních a dal 2 góly. Za reprezentaci Východního Německa (NDR) nastoupil v letech 1984–1989 ve 42 utkáních a dal 1 gól.

## Ligová bilance
| Ročník                | Zápasy | Góly | Klub               |
| --------------------- | ------ | ---- | ------------------ |
| I. liga 1979/80       | 2      | 0    | Berliner FC Dynamo |
| I. liga 1980/81       | 4      | 0    | Berliner FC Dynamo |
| I. liga 1981/82       | 7      | 0    | Berliner FC Dynamo |
| I. liga 1982/83       | 25     | 2    | Berliner FC Dynamo |
| I. liga 1983/84       | 19     | 3    | Berliner FC Dynamo |
| I. liga 1984/85       | 23     | 3    | Berliner FC Dynamo |
| I. liga 1985/86       | 26     | 0    | Berliner FC Dynamo |
| I. liga 1986/87       | 24     | 0    | Berliner FC Dynamo |
| I. liga 1987/88       | 26     | 1    | Berliner FC Dynamo |
| I. liga 1988/89       | 26     | 1    | Berliner FC Dynamo |
| I. liga 1989/90       | 18     | 0    | Berliner FC Dynamo |
| Bundesliga 1990/91    | 32     | 0    | Hamburger SV       |
| Bundesliga 1991/92    | 37     | 4    | Hamburger SV       |
| Bundesliga 1992/93    | 34     | 3    | Hamburger SV       |
| 2. Bundesliga 1993/94 | 32     | 3    | Hertha BSC         |
| 2. Bundesliga 1994/95 | 16     | 0    | Hertha BSC         |
| CELKEM I. liga        | 200    | 10   |                    |
| CELKEM Bundesliga     | 103    | 7    |                    |
| CELKEM 2. Bundesliga  | 48     | 3    |                    |